# Monica Barnes
Monica Barnes (* 12. Februar 1936 in Carrickmacross, County Monaghan, Irland als Monica MacDermott; † 2. Mai 2018 in Glenageary, Dublin) war eine irische Politikerin der Fine Gael. Von Mai bis November 1982 war sie Mitglied des Seanad Éireann und von November 1982 bis 1989, dann wieder von 1997 bis 2002, Mitglied des Dáil Éireann.

## Leben
Barnes wurde in eine Gewerkschafterfamilie geboren. Da sie in Mathematik durchfiel, war ihr ein universitäres Studium verwehrt. Sie arbeitete stattdessen an der London Stock Exchange und heiratete nach der Rückkehr nach Irland 1962 Bob Barnes.
Monica Barnes trat erstmals 1979 bei den Europawahlen an. Zuvor hatte sie ab 1973 die fehlende Gleichstellung von Mann und Frau bemängelt. 
Sie hatte bei den Wahlen zum Dáil Éireann 1981 erstmals versucht, einen Sitz für den Wahlkreis Dún Laoghaire zu erlangen. Auch bei der darauf folgenden Wahl im Februar 1982 gelang es ihr nicht, aber bei den Wahlen im November 1982. Zwischenzeitlich war sie von Mai bis November 1982 auf der Arbeitnehmerliste in den Seanad Éireann gewählt worden. Von November 1982 an wurde sie bis einschließlich 1992 in den Dáil gewählt. Ab 1991 war sie bis 1995 Mitglied des irischen Staatsrats. 1993 wurde sie wiederum in den Seanad Éireann gewählt. 1994 versuchte sie erfolglos, bei den Europawahlen einen Sitz zu erringen. Schließlich gelang es ihr im Jahr 1997 wieder, in den Dáil einzuziehen.
Monica Barnes war zeit ihres Lebens Feministin und gehörte dem sozialliberalen Flügel der Partei an. Mit Bob Barnes hatte sie drei Kinder.